# آريني ـ 1 (كهف)
آريني ـ 1 هو كهف مؤلف من عدة أجزاء، يقع بالقرب من قرية آريني [الإنجليزية] في جنوب أرمينيا على طول نهر آربا. كانت منطقة الكهف في نهاية العصر النحاسي وبداية العصر البرونزي مكانًا للعيش وممارسة الطقوس.